# Cortez (Colorado)
Pour les articles homonymes, voir Cortez.
Cortez est une ville du Colorado, siège du comté de Montezuma.
Selon le recensement de 2010, la municipalité de Cortez compte 8 482 habitants et s'étend sur 6,24 milles carrés (16,16 km2). Elle est nommée en l'honneur du conquistador Hernán Cortés.
Cortez possède un aéroport (Cortez-Montezuma County Airport code AITA : CEZ).

## Démographie
| 1890 | 1900 | 1910 | 1920 | 1930 | 1940  |
| ---- | ---- | ---- | ---- | ---- | ----- |
| 332  | 125  | 565  | 541  | 921  | 1 778 |

| 1950  | 1960  | 1970  | 1980  | 1990  | 2000  |
| ----- | ----- | ----- | ----- | ----- | ----- |
| 2 680 | 6 764 | 6 032 | 7 095 | 7 284 | 7 977 |

| 2010  | - | - | - | - | - |
| ----- | - | - | - | - | - |
| 8 482 | - | - | - | - | - |